# متحف دار الجلولي
متحف دار الجلولي أو المتحف الجهوي للفنون والتقاليد الشعبية هو متحف تونسي أسس في 1939 في قصر يقع في قلب مدينة صفاقس العتيقة في صفاقس.

## موقعه
تقع دار الجلولي في نهج الدريبة قبالة جامع الدريبة و بالقرب من حمام السلطان.

## التاريخ
بني المنزل من قبل أندلسيين لاجئين من إسبانيا في القرن السابع عشر. اشترى فرحات الجلولي المنزل، وهو قائد صفاقس وبائع سلاح وتاجر ثري. ابن حفيده والقائد ورجل الأعمال الثري محمود الجلولي انتقل للعيش في تونس العاصمة وتحديدا في نهج الثري (Rue du Riche) في مدينة تونس العتيقة، ولكن خمسة من أبنائه (فرحات، حسن، محمد، الصادق والعربي) عاشو بعض الفترات في المنزل في صفاقس كقادة . المنزل أصبح إذا مقر القيادة.

أصبح المنزل في 1934 عيادة طبية، الشيء الذي يفسر أن العزيز الجلولي آخر قائد من العائلة، لم يتخذ من هذا المنزل مقرا له أثناء تحمل منصب قيادة المدينة. وفي 1939، أصبح مركزا فنيا تحت إدارة الجامعي الفرنسي لوسيان غولفان. إذا في هذا التاريخ أصبح المنزل متحفا جهويا للفنون والتقاليد الشعبية.

## الهندسة المعمارية
واجهة المنزل متواضعة وتصميمه كلاسيكيّ البحت وهو ذلك الذي اختصت به المساكن التونسيّة. فحول صحنه المربّع تنتظم الغرف، كل غرفة في جانب من جوانبه، على شكل T مقلوب. ويقع «المجلس» قبالة باب الدخول، بمقصورتيه اللتين تصلحان لخزن المؤن ولإيواء المهملات وبقبوتيه اللتين يجعل فيهما سريران. كلّ هذه الغرف تكون غالبا آهلة بالأولاد والأحفاد المجتمعين حول ربّ العائلة. والملاحظ أنّ دار الجلّولي مبنية على طابقين.

## المتحف
في هذه القاعات، وخاصة قاعات الطابق السفليّ، أعيد تشكيل مشاهد من الحياة اليومية التقليدية في مدينة صفاقس في القرن الثامن عشر، المطبوعة بطابع الثنائية الحضريّة - الريفيّة، ذلك أنّ سكّانها يقضّون جانبا كبيرا من السنة في أجنّتهم (مفردها جنان) وقد كانت إلى عهد قريب تحيط بالمدينة. يعرض في الطابق الأول عدة أزياء تقليدية وفي الطابق الثاني يوجد عدة لوحات زيتية ولوحات من الخط العربي.

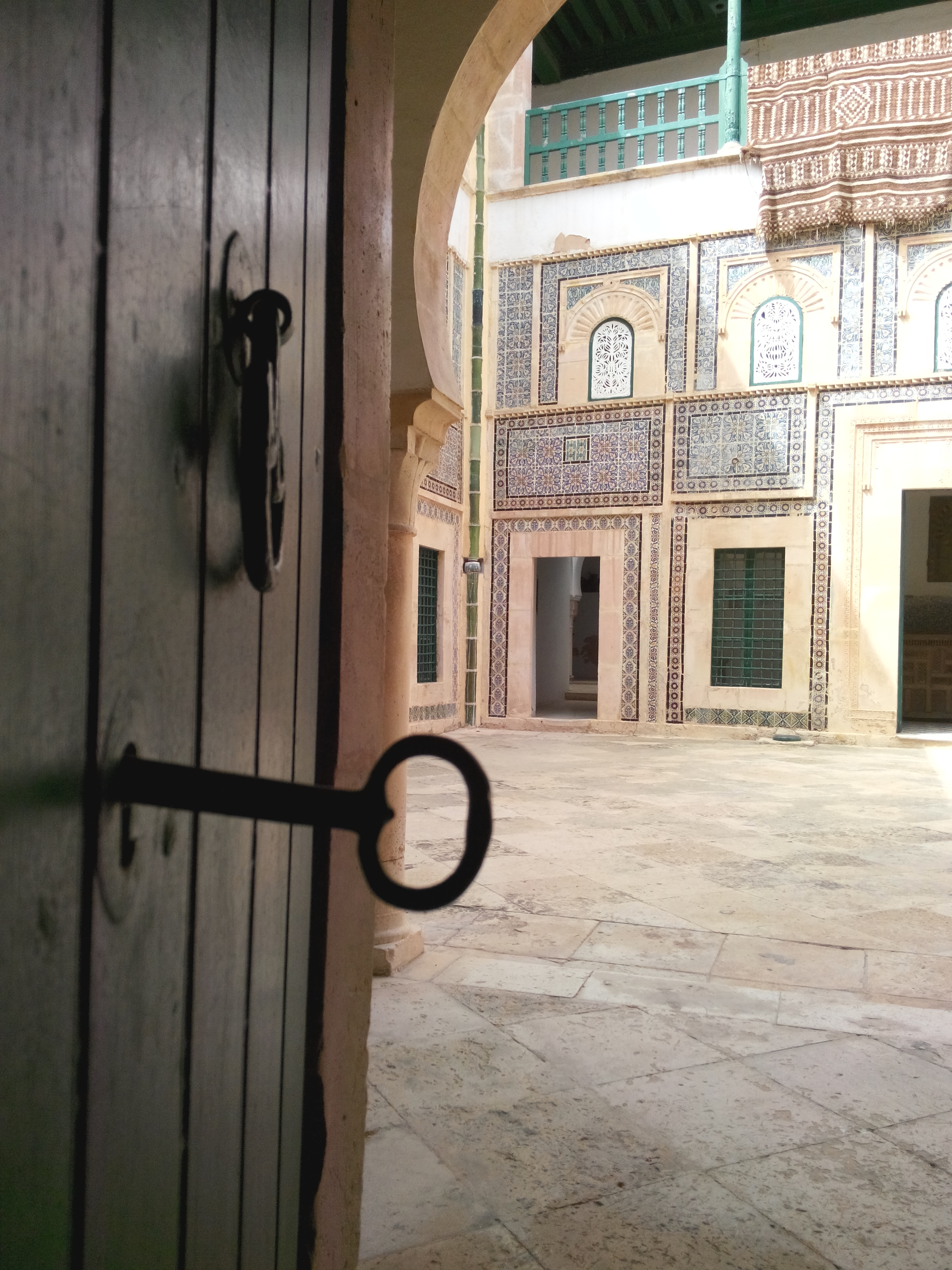
المتحف من الداخل.
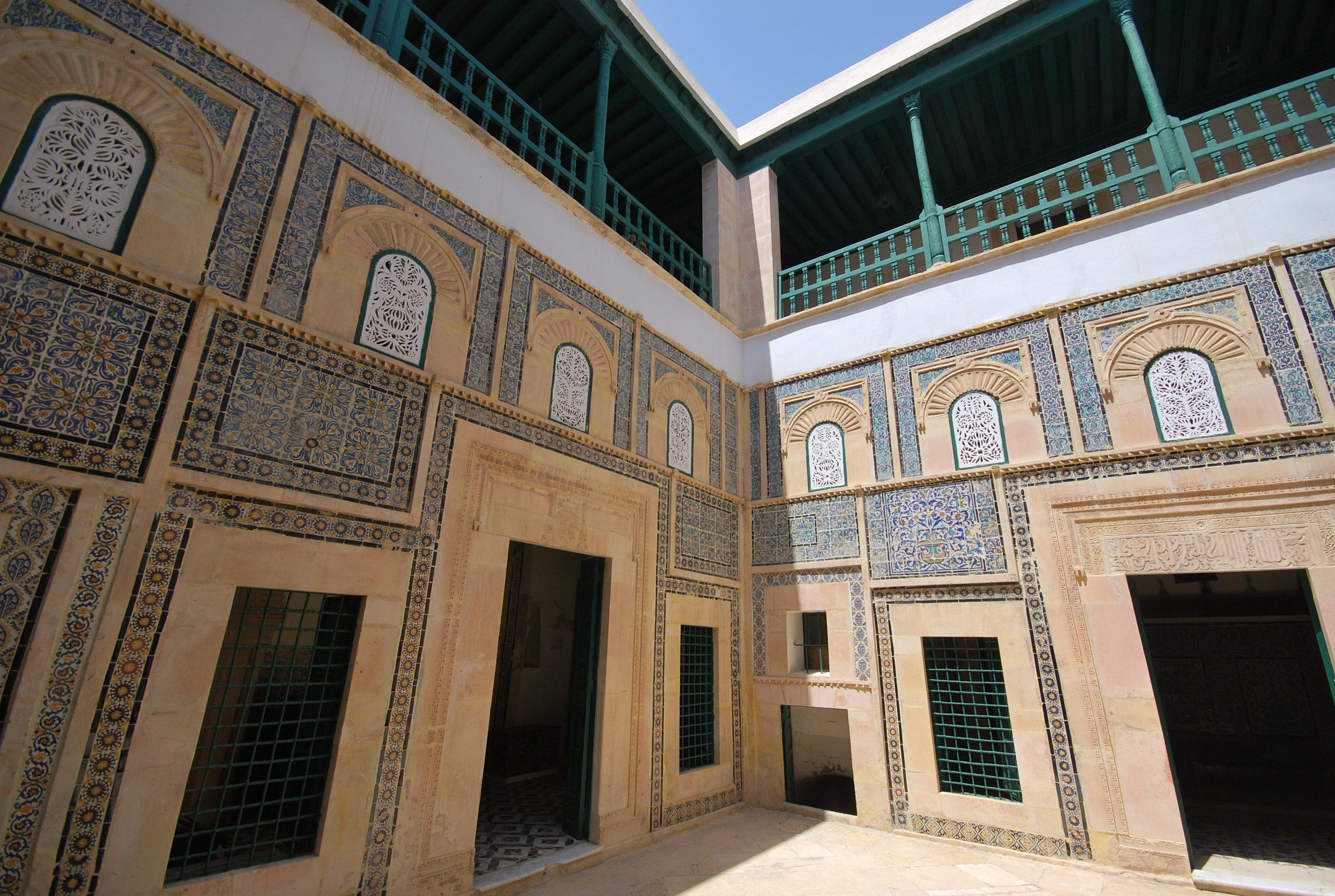
المتحف من الداخل.
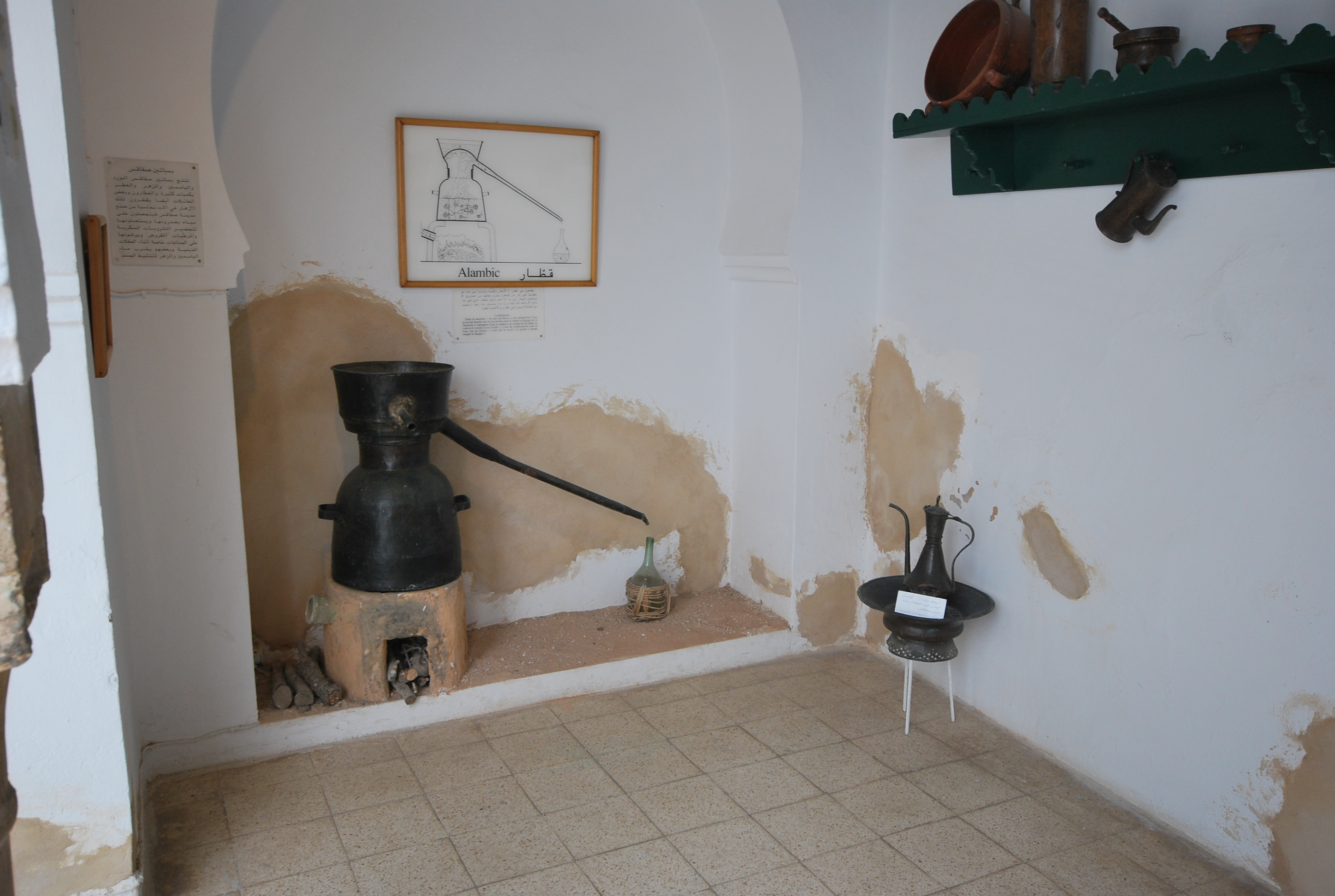
أنبيق معروض في المتحف.
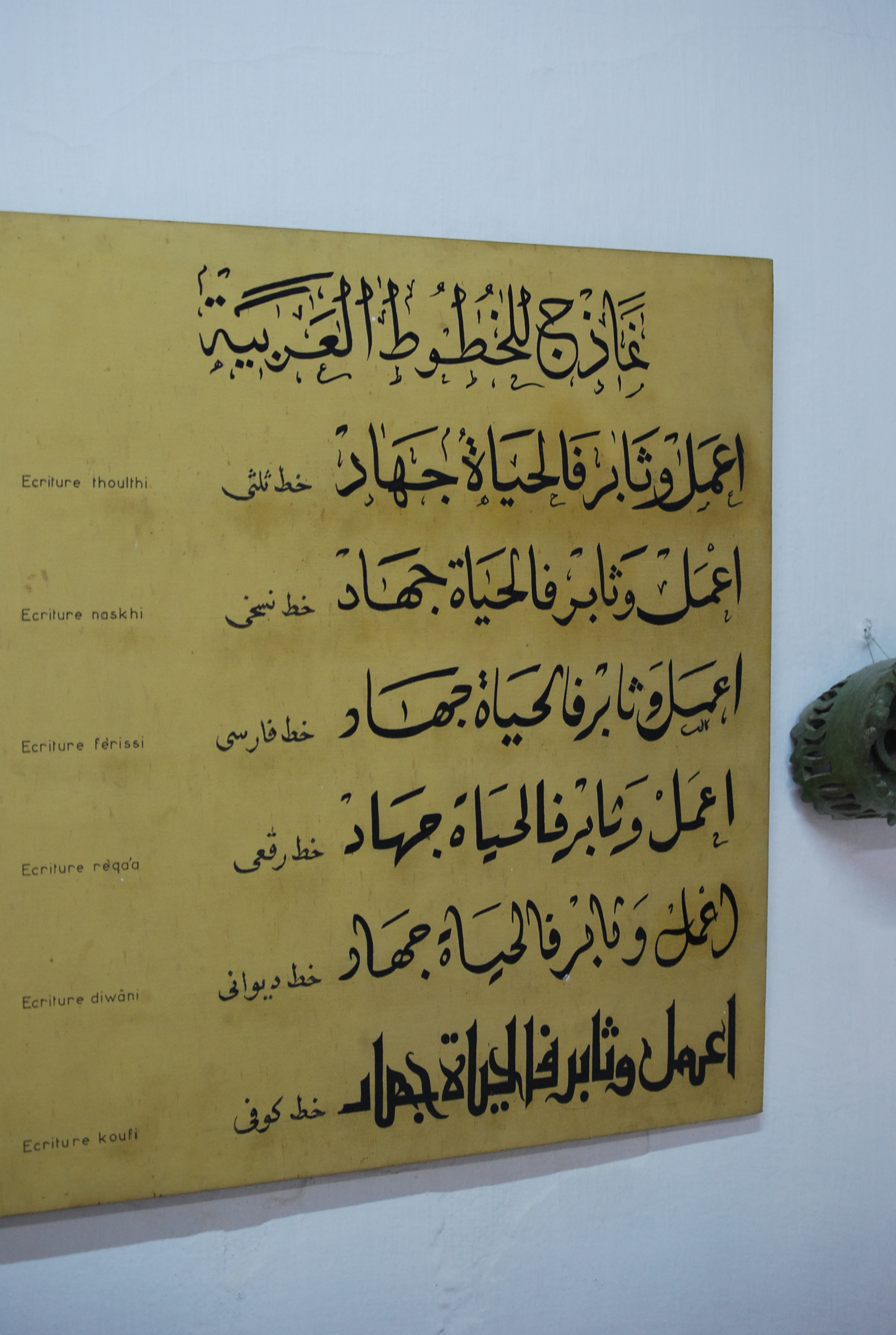
عرض مختلف أنواع الخط العربي.
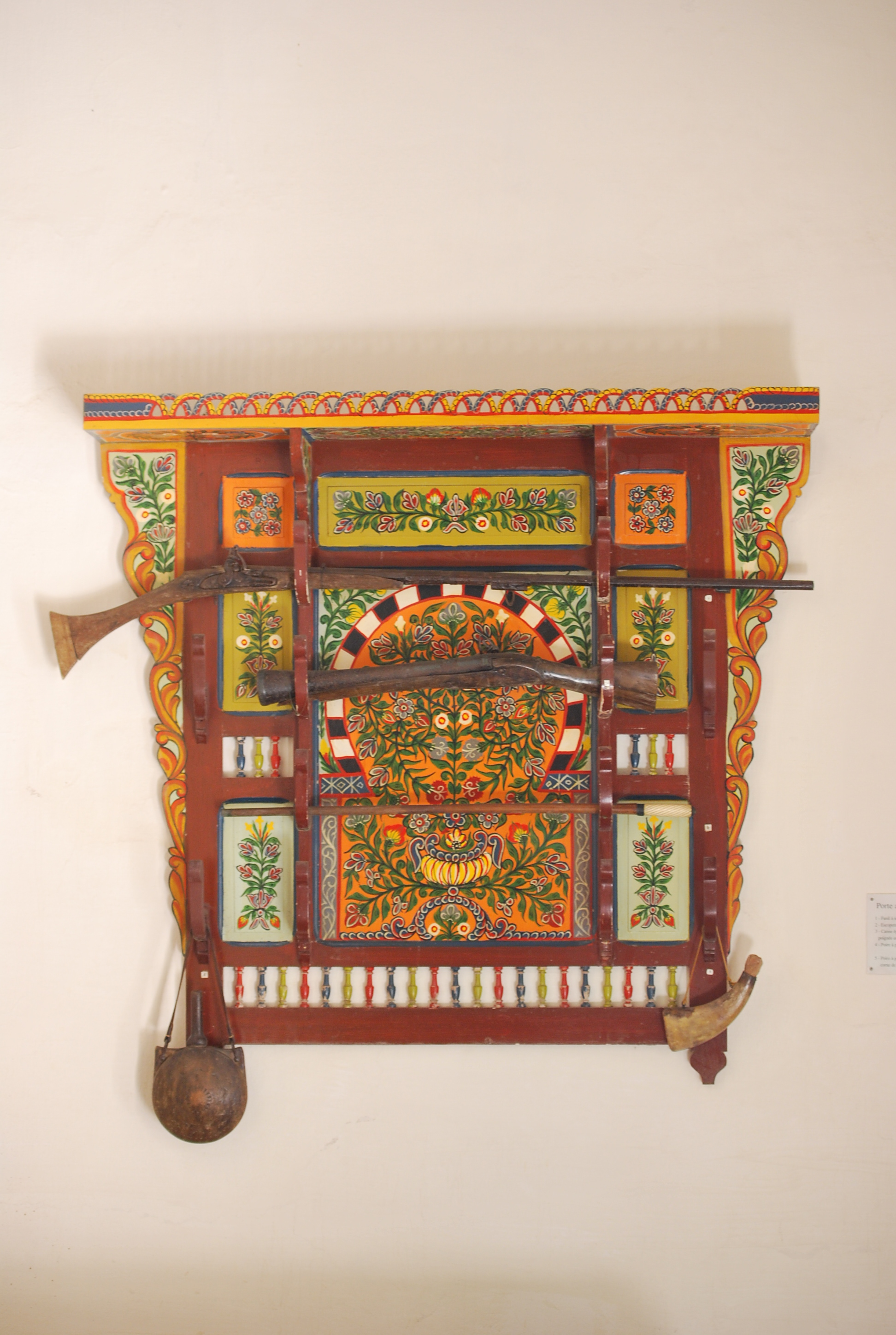
أسلحة معروضة على لوح من الخشب المطلي.
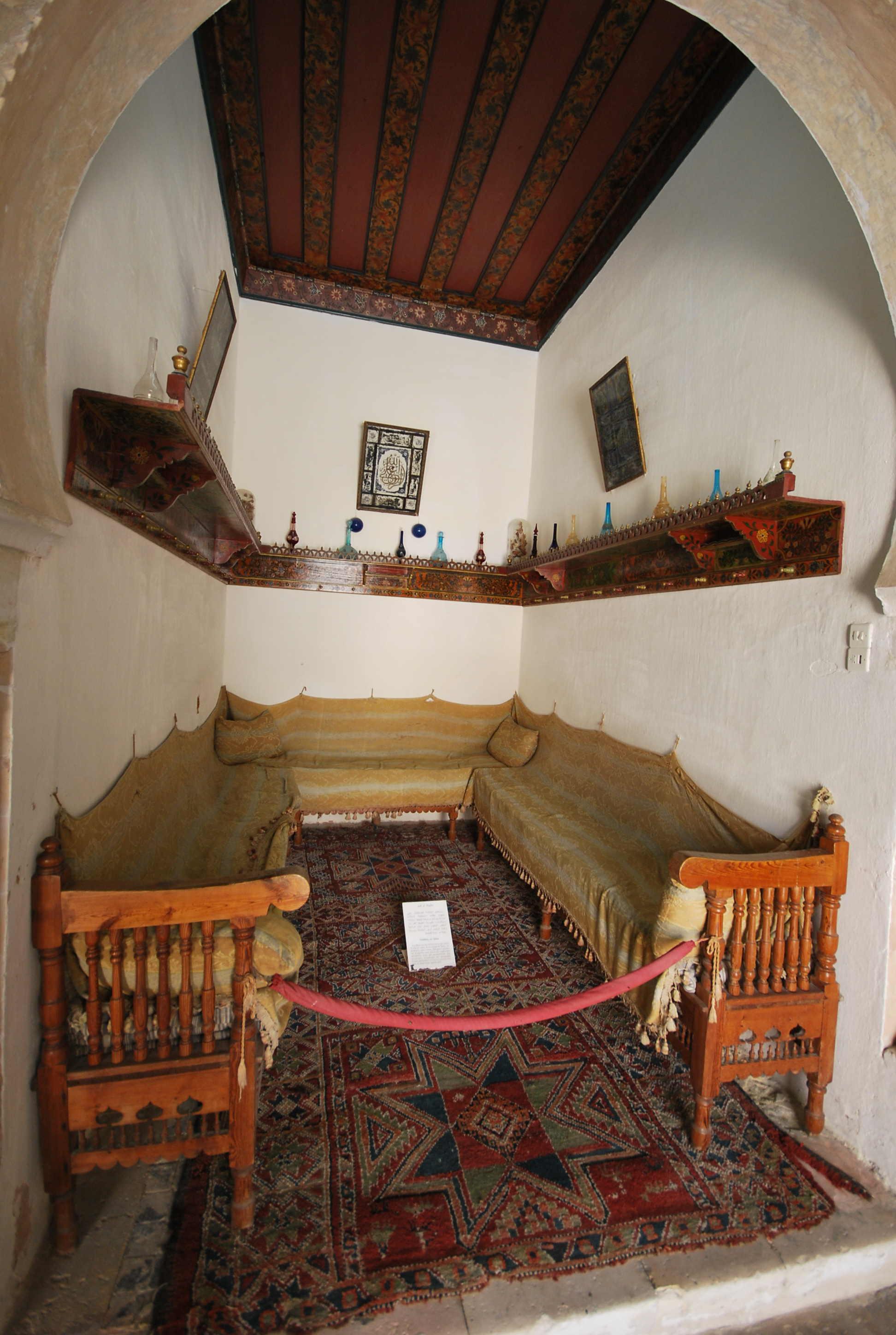
إحدى الغرف التي أعيد تكوينها وتنظيمها في المتحف.
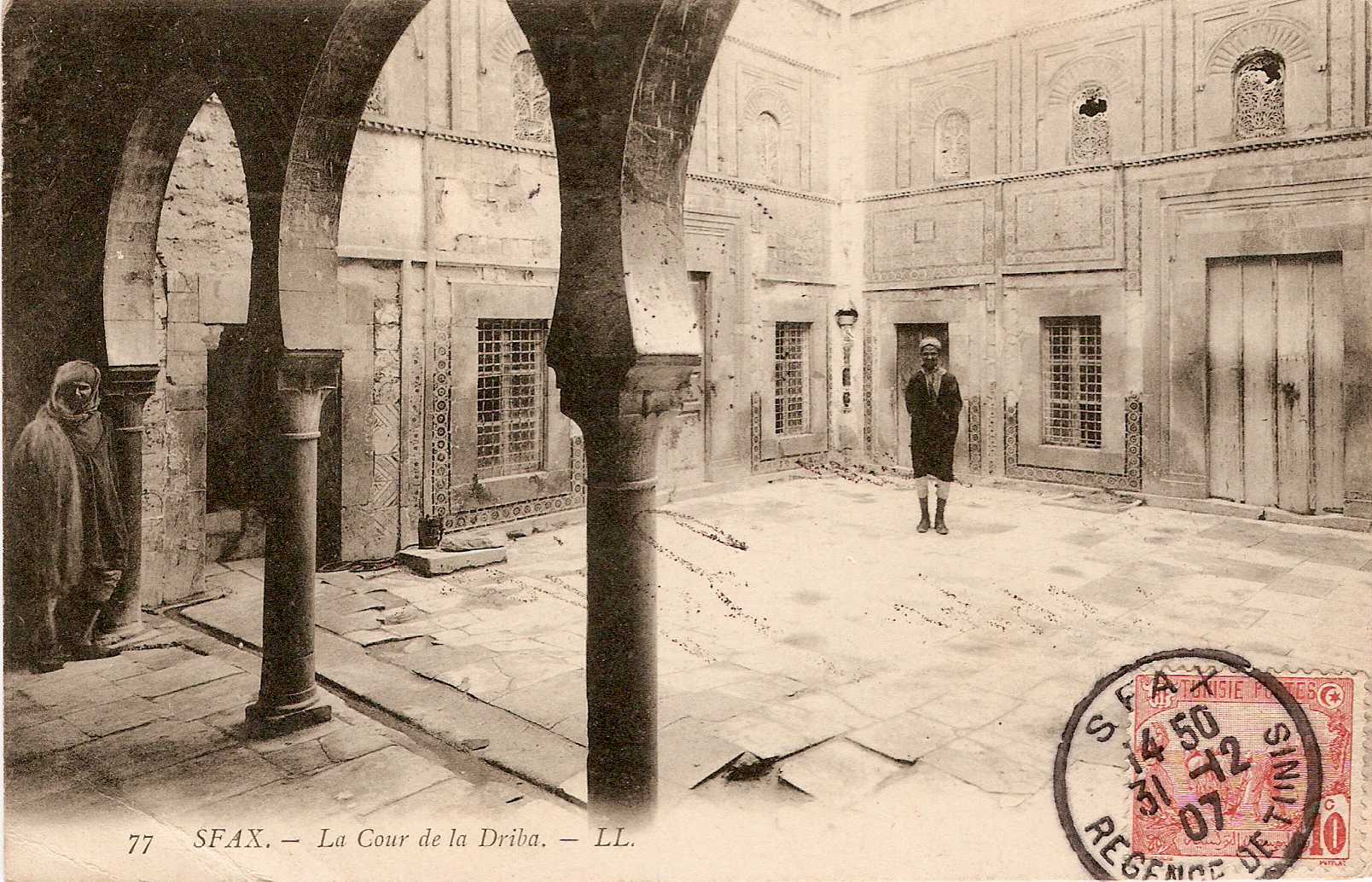
بطاقة بريدية تبين باحة القصر في بداية القرن العشرين.

## مقالات ذات صلة
- قائمة المعالم الأثرية المصنفة في ولاية صفاقس
- مدينة صفاقس العتيقة

## روابط خارجية
- متحف دار الجلّولي بصفاقس نسخة محفوظة 12 سبتمبر 2018 على موقع واي باك مشين. على موقع وكالة إحياء التراث والتنمية الثقافية.